# Северная Лахна
Северная Лахна — река в России, протекает по территории Калевальского района Карелии. Впадает в озеро Пуштосьярви, через которое протекает река Лахна. Длина реки — 13 км.
Высота устья — 119,5 м над уровнем моря.

## Данные водного реестра
По данным государственного водного реестра России относится к Баренцево-Беломорскому бассейновому округу, водохозяйственный участок реки — Кемь от Юшкозерского гидроузла до Кривопорожского гидроузла. Речной бассейн реки — бассейны рек Кольского полуострова и Карелии, впадает в Белое море.